# George Hearst
George Hearst (Sullivan, 1820. szeptember 3. – Washington, 1891. február 28.) az Amerikai Egyesült Államok szenátora (Kalifornia, 1886 és 1887–1891).